# Trojden (wielki książę litewski)
Trojden, Trojnat (lit. Traidenis, śrgniem. Thoreiden , starorus. Троиден, Тренѧт), zwany później Trojdenem Litewskim (zm. 1282) – książę kiernowski do 1269 roku, a następnie wielki książę litewski w latach 1269–1282. Za życia prowadził liczne wojny ze wszystkimi swoimi sąsiadami; państwem zakonu krzyżackiego, Polską w okresie rozbicia dzielnicowego i Rusią halicko-włodzimierską. Pomimo że przeprowadził kilka udanych kampanii łupieżczych na terytorium Polski, ślubem swojej córki Zofii Gaudemundy z księciem mazowieckim Bolesławem II, zapoczątkował historię sojuszy polsko-litewskich.
Jego panowanie zakończyło siedmioletni okres niepokojów po zamachu na Mendoga w 1263 roku. Rozszerzył Wielkie Księstwo o tereny Jaćwieży i Semigalii oraz umocnił swoje panowanie na Rusi Czarnej. W przeciwieństwie do Mendoga, Trojden nie koncentrował się na ekspansji Wielkiego Księstwa Litewskiego na wschód. W czasach jego panowania, stolicą państwa wielkolitewskiego był Kiernów.
Autorzy różnych kronik opisują Trojdena w sposób wyjątkowo obraźliwy. Przykładowo, latopis wołyński określa go mianem zdrajcy i szaleńca. Uwagi te najprawdopodobniej były spowodowane wojenną polityką prowadzoną przez wielkiego księcia.
Był odpowiedzialny za śmierć Ottona von Luttenberg i Ernsta von Ratzeburg – mistrzów zakonu kawalerów mieczowych, a także wicemistrza – Andrzeja Westfalskiego. Sama okoliczność śmierci Trojdena nie jest do końca ustalona. Podłoże dojścia do władzy również. Wiadomo, że pochodził z Auksztoty, gdyż przed władzą wielkoksiążęcą był księciem kiernowskim.

## Tytuły
W tekście Inflanckiej Kroniki Rymowanej, sporządzonej w latach 1180–1343, Trojden jest określany jako „król Trojden, władca Litwy” (z śrgniem.: kunic Thoreiden, der hêrre in Lettowen) . 
Dokładny zapis w tekście: 

(...)

des landes marschalc der wart sider

in daz lant hin nider

kunic Thoreiden gesant,

der hêrre in Lettowen was genant.

dâ vacht er einen kampf durch nôt,

die kempfen bliben beide tôt.

(...)

## Historia

### 1268–1269

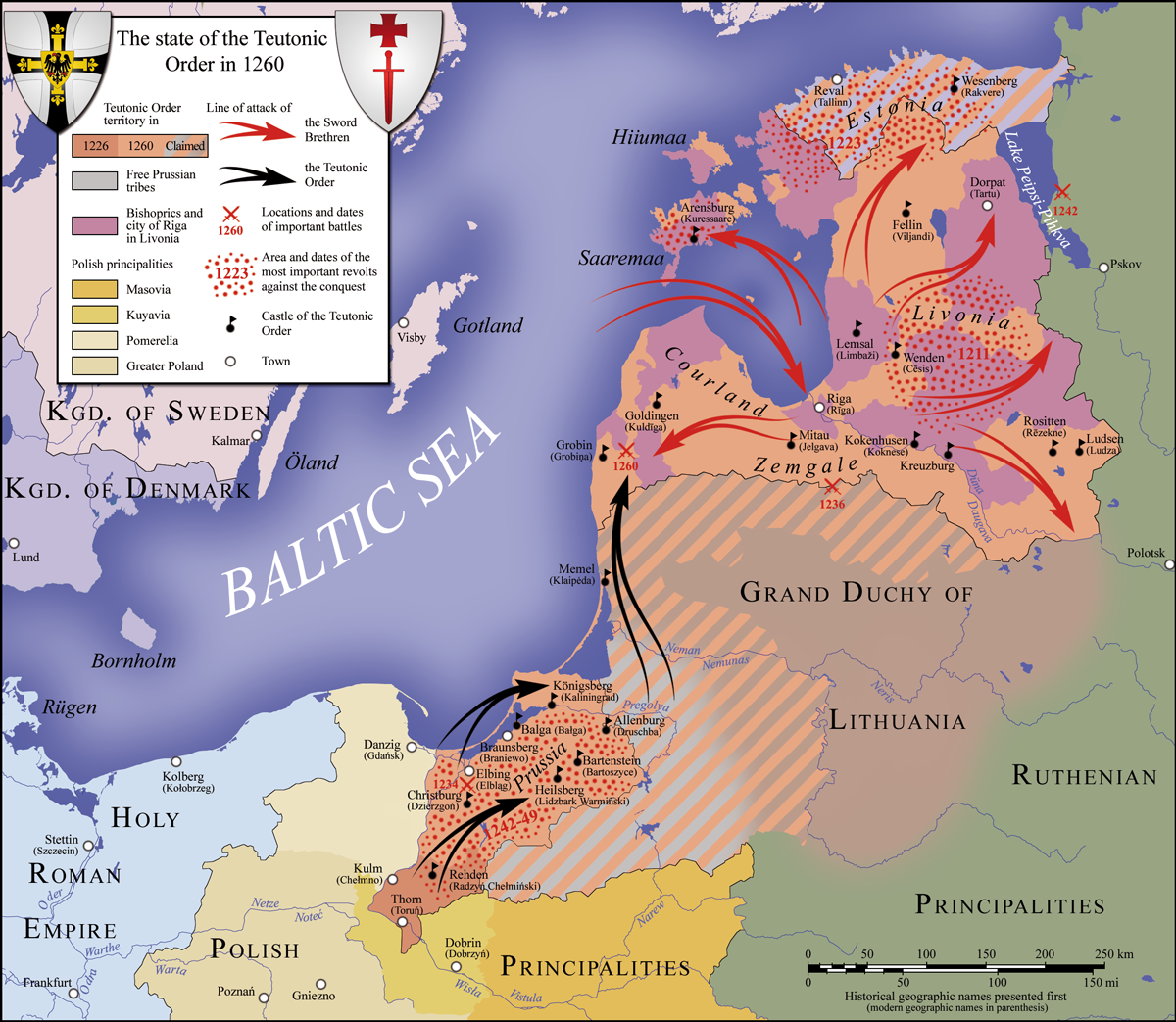
Ekspansja państwa zakonu krzyżackiego, w tym Zakonu Kawalerów Mieczowych i Zakonu Krzyżackiego w 1260 roku

W 1268 roku w Wielkim Księstwie Litewskim władzę sprawował Szwarno, syn księcia Rusi Halickiej – Daniela – wywodzącego się z dynastii Rurykowiczów, będący zarazem prawnym spadkobiercą tronu. W tym też roku, na czele wielkolitewskiej opozycji, wystąpił przeciwko niemu Trojden. Oficjalną przyczyną buntu była obawa przed utratą suwerenności Wielkiego Księstwa Litewskiego. Po krwawych walkach, w których zginęli trzej bracia Trojdena (Borza, Lesii i Swelken), Szwarno został odparty i wkrótce dokonał życia w Chełmie. Rok później, bo w 1269 roku, po zakończeniu zwycięskiej rebelii, Trojden stał się władcą Litwy. Za jego Panowania rozpoczęła się agresywna polityka skierowaną wrogo do swych sąsiadów Wielkiego Księstwa Litewskiego.
Zimą 1270 roku, liczebny oddział Wielkiego Księstwa Litewskiego pod wodzą Trojdena, pojawił się w Semigalli, pozostającej pod panowaniem inflanckiej części państwa zakonu krzyżackiego – Zakonu Kawalerów Mieczowych. Na wieść o tym, mistrz kawalerów mieczowych, Otto von Luttenberg, zarządził odwrót wojsk krzyżackich z ówczesnej wyprawy w stronę Inflant. Tymczasem, wojska wielkolitewskie wpadły przez zamarznięte morze na Ozylię, dokonując w tamtym miejscu rabunków. 
Biskupowie Lealu i Dorpatu zebrali braci zakonu, a przy pomocy uformowanych już oddziałów, Otto von Luttenberg wkroczył do estońskiego Wieku, gdzie dołączyli do niego lennicy króla duńskiego z Estonii. Wspólnie zdecydowano o wyprawie na Ozylię przeciw rabującym ją Litwinom, jednakże ci zdążyli wycofywać się już z wyspy.
Dwie armie spotkały się 16 lutego 1270 roku siedem kilometrów od wybrzeża, na morzu. Na widok wroga, oddziały Wielkiego Księstwa Litewskiego ustawiły barykadę z sań. Mistrz Zakonu Kawalerów Mieczowych w środku armii ustawił braci pod osobistym dowództwem, na lewej flance stały siły biskupów, a na prawym skrzydle lennicy króla duńskiego pod dowództwem pana Siverith z Rewla. Zarówno atak krzyżackiego centrum, jak też pomocnicze ataki ze skrzydeł na barykadą utworzoną przez wojska litewskie nie powiodły się. Konie rycerzy zginęły podczas szturmu na sanie, pozostali przy życiu musieli walczyć pieszo. Krwawa bitwa zakończyła się klęską Zakonu Kawalerów Mieczowych i ich sojuszników. Według autora kroniki inflanckiej z XIII wieku, w boju zginął mistrz Otto von Luttenberg, pięćdziesięciu dwóch braci zakonu i sześciuset pozostałych wojskowych. Straty pogan autor kroniki obliczył na 1,6 tysiąca. Polski historyk, Henryk Paszkiewicz, ocenił, że powodem wyprawy wielkolitewskiej na Inflanty była chęć odciążenia atakowanej przez Krzyżaków terenów Semgalli.
Trojden poprowadził kolejny atak na Inflanty w lecie 1270 roku. Stojący na czele zakonu od śmierci Ottona von Luttenberg, wicemistrz Andrzej Westfalski, mimo małych sił, którymi dysponował, zdecydował się stawić czoła najeźdźcom. Zginął w walce wraz z dwudziestoma braćmi zakonu.

### 1272–1277

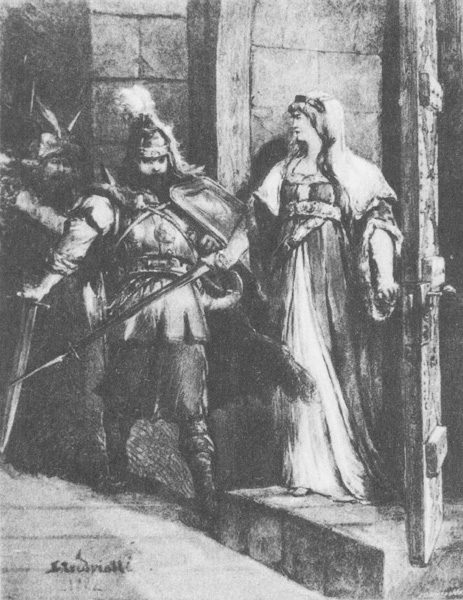
Trojden i Hanna Mazowiecka na rysunku Michała Andriollego z 1882 roku

Mimo licznych niepowodzeń, Krzyżacy nadal kontynuowali atak na terytorium Semgallii, zdobywając jej grody Terweten i Mesoten oraz zmuszając Semgallów do płacenia dziesięciny. Zimą, pomiędzy rokiem 1272 a 1273, wojska litewskie wyruszyły na kolejną łupieską wyprawę na Inflanty, jednakże tym razem wojska zakonu zwyciężyły nad Litwinami. Nowy mistrz inflancki, Ernst von Ratzeburg, zapuścił się ze swym wojskiem w górę rzeki Dźwiny i doszedł do starej warowni Daugavpilis (obecnie miasto Dyneburg). Tu na górze zwołał z braćmi naradę, podczas której postanowiono zbudować na niej zamek. Po zbudowaniu i zaopatrzeniu załogi Dyneburga, mistrz wycofał się do Inflant. Główną rolę nowego zamku możemy widzieć w zagrożeniu, jakie stwarzał dla wielkolitewskiej Dziawołtwy. Dokładna data przeprowadzenia tej akcji nie jest znana. Część historyków opowiada się za rokiem 1273, inni za 1274 rokiem, wreszcie Robert Krumbholtz opowiada się za 1275 rokiem. Jednakże, wkrótce po odejściu wojsk mistrza nastąpił atak Litwinów i Rusinów pod dowództwem Trojdena, na nowo zbudowany zamek. Mimo zaciekłości ataków, ostrzeliwania twierdzy przez cztery balisty, trwające miesiąc oblężenie nie zakończyło się sukcesem wielkiego księcia. Do roku 1279 nie doszło na froncie inflancko-litewskim do większych starć, choć zdarzały się drobne napady łupieżcze, o czym świadczy pismo skierowane przez biskupa dorpadzkiego Friedricha, namiestnika duńskiego Eilarda i mieszkańców Rygi do niemieckiej Lubeki, w którym skarżyli się oni na rabunki dokonywane przez Rusinów i Litwinów na kupcach podążających Dźwiną.

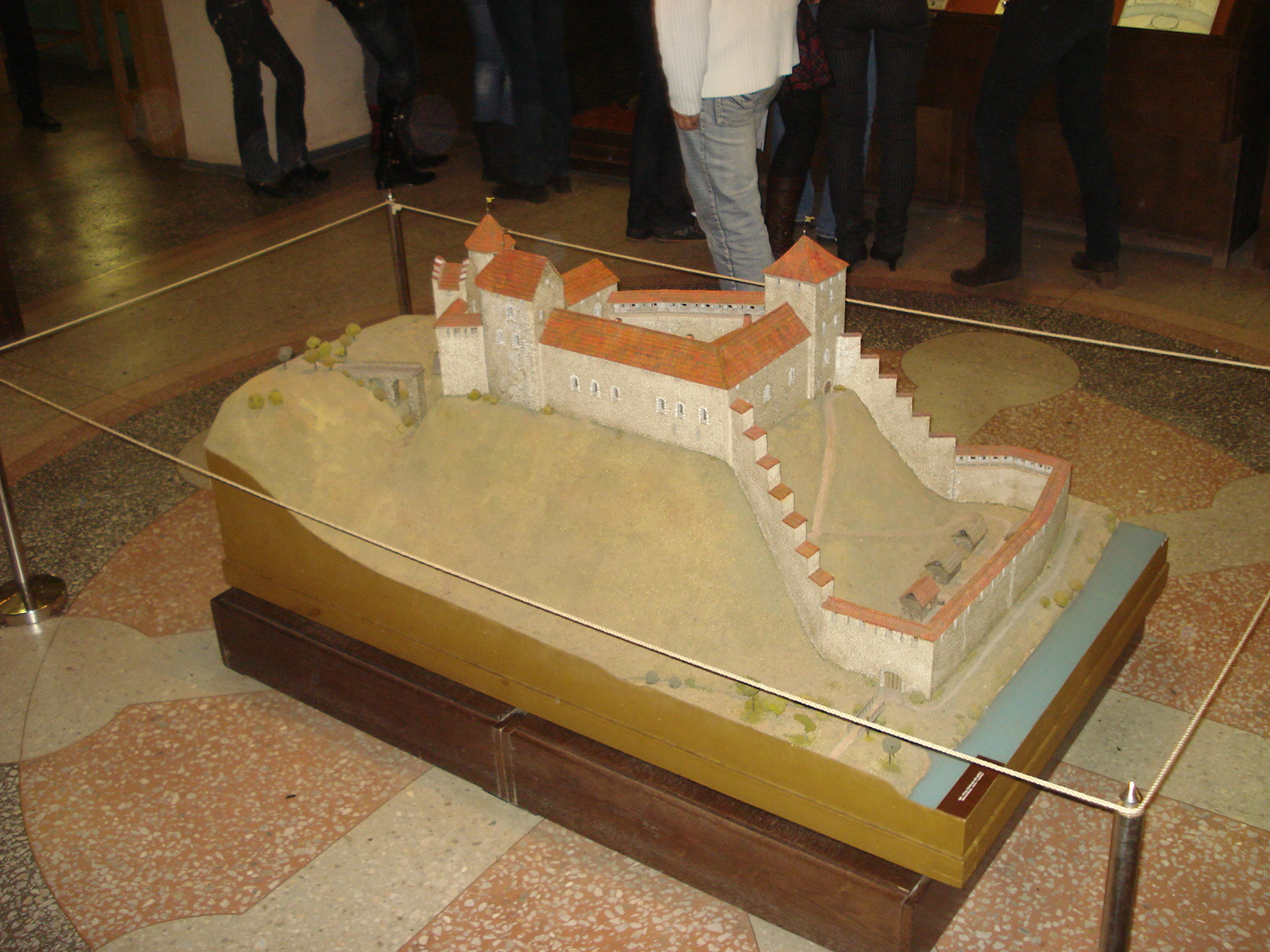
Makieta nieistniejącego już zamku w Dynaburgu

Za czasów panowania Trojdena doszło do stłumienia w 1274 roku wielkiego powstania pruskiego przez Krzyżaków. Dwa lata później, bo w 1276 roku, Zakon Krzyżacki udaremnił próby powstańcze Pogezanów, będących jednym z plemion pruskich i natychmiast zaczął walki o Nadrowię i Skalowię. Wielkie Księstwo Litewskie nie pomogło tym ziemiom, z powodu prowadzonych wówczas walk z księstwem halicko-włodzimierskim, pomimo faktu, że ziemie te w latach panowania w. ks. lit. Mendoga uznały jego suwerenność nad swoimi terytoriami.
Polityka Trojdena sprawiła, że relacje ze wszystkimi sąsiadami układały się niepomyślnie. Wielki książę był zobowiązany nie tylko walczyć o konsolidację państwa, które znajdowało się w stanie rozkładu po okresie chaosu w latach 1263–1269, ale także prowadzić wojny na wszystkich frontach. Jego dojście do władzy oznaczało wyparcie z Litwy wojsk księstwa halicko-włodzimierskiego. Stąd też kontakty Trojdena z książętami tej ziemi ruskiej były od samego początku złe. Trwające od 1274 r. utarczki przerodziły się w wojnę, w trakcie której w 1275 r. książęta haliccy poprosili o pomoc swego suwerena – tatarską Ordę. W. ks. lit. wyszło z wojny zwycięsko, obroniono, a nawet umocniono południowe granice państwa, osiedlając w Rusi Czarnej zbiegłych wcześniej do niego Prusów, Sudawów i Skalowów, którzy ucierpieli w starciach z Krzyżakami.
Jeden z kronikarzy zakonu krzyżackiego określił, że ataki krzyżackie na Nadrowię i Skalowię przyniosły trwały wyludnienie tych ziem i ucieczkę części mieszkańców na terytorium Wielkiego Księstwa Litewskiego. Z Kodeksu Hipackiego dowiadujemy się, że około roku 1276, Prusowie uciekli ze swej ojczyzny do Trojdena, a ten osadził ich w Grodnie i Słonimie.
Kupcy pochodzący z Wielkiego Księstwa Litewskiego handlowali z mieszczanami z Inflant, a zwłaszcza z Rygi oraz samymi Krzyżakami. Mendog, poprzednik Trojdena, przyznał kupcom z Rygi przywileje handlowe w 1253 roku. W tym samym dziesięcioleciu pogańscy Żmudzini zawarli z zakonem dwuletni rozejm, w trakcie którego przypuszczalnie powszechnie handlowano z nieprzyjacielem. Handel pomiędzy Rygą a Litwą trwał nadal nawet po apostazji Mendoga. Trojden uzgodnił warunki z mieszkańcami Inflant między 1275 a 1277 rokiem. Krzyżacy uznawali handel pomiędzy Wielkim Księstwem Litewskim a Rygą za możliwą do zaakceptowania, trwającą od dłuższego czasu wymianę handlową, pomimo istniejących sporów. 

### 1277–1278
Według Rocznika Traski i jednej wersji Rocznika małopolskiego – w roku 1277, po czterech latach przerwy od ostatniego ataku, miał miejsce kolejny najazd Wielkiego Księstwa Litewskiego na Kujawy i należącą ówcześnie do Leszka Czarnego – ziemię łęczycką. Polski historyk, Jan Długosz pisał w swoich kronikach, że na ową wyprawę Wielkie Księstwo Litewskie zabrało 40 tysięcy ludzi i dużo bydła, jednakże ówcześni historycy twierdzą, że są to zawyżone dane. Najazd na czele z Trojdenem (choć możliwe jest, że atakiem dowodził brat Trojdena – Syrpuć) mógł być powiązany z ówcześnie trwającą wyprawą Jaćwięgów na ziemię chełmińską w państwie zakonu krzyżackiego. Wojsko W. Ks. Lit. przeszło przez Mazowsze. Najazd na dzielnice młodszych Kazimierzowiców (synów Kazimierza I kujawskiego) przypadł na czas zawarcia porozumienia Włodzimierza Wasilkowicza (krewnego Perejasławy) z Trojdenem. Najazd zatem nie dotknął Mazowsza. Zdaniem Jana Powierskiego najazd odbył się za zgodą Konrada II, o czym świadczy oszczędzenie Mazowsza przez Litwinów jesienią 1277. 
Według Latopisu halicko-wołyńskiego już w 1278 r. na ziemię lubelską wyprawiło się zbrojnie Wielkie Księstwo Litewskie – Trojden posłał tam swego brata Syrpucia. Rocznik świętokrzyski (spisany około sto lat później od wspomnianych wydarzeń) podał, że Leszek Czarny zwyciężył wojska wielkolitewskie pod Równem w 1278 r. Zdaniem J. Powierskiego w roczniku połączono dwie różne informacje, jednakże książę Leszek rzeczywiście pokonał Litwinów w ziemi łukowskiej, być może wracających z okolic Lublina i działających w porozumieniu z Konradem II. Jednak w historiografii panują różne opinii na temat litewskiej wyprawy w 1278 roku.

### 1279–1281

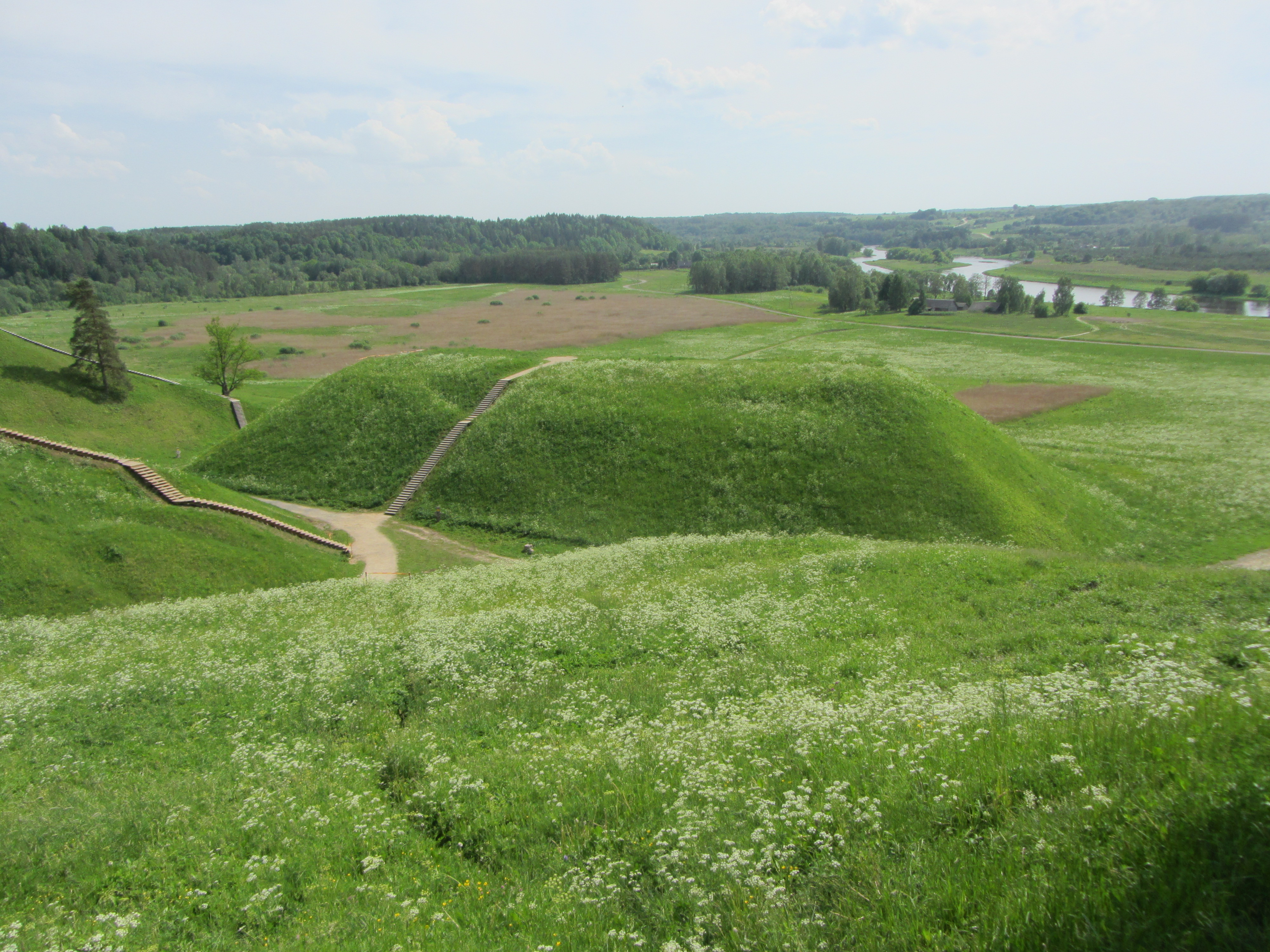
Pozostałości po grodzie Kiernowa, będącego centrum władzy wielkiego księcia Trojdena (ok. XIII w.)

Wspomniany już wcześniej, odpowiedzialny za budowę zamku w Dyneburgu, mistrz inflancki Ernst von Ratzeburg, zwołał w Rydze naradę na początku 1279 roku. Ustalono wówczas urządzić kolejną wyprawę zbrojną na Wielkie Księstwo Litewskie (rejzę). Wzięli w niej udział; namiestnik duński z Revala, Eilard von Oberg (Eliart Hoberg), Estowie, Kurowie i Semgallowie. Wojska Krzyżackie złupiły centrum państwa wielkolitewskiego, będące włościami samego Trojdena, a po jego spustoszeniu, nie napotkawszy oporu, wycofały się w stronę Inflant. Udało im się dojść do Dźwiny, tuż pod Aizkraukle (niem. Ascheraden) na terenie państwa zakonnego, gdzie w dniu 5 marca 1279 roku dosięgnęły ich oddziały wielkolitewskie pod dowództwem wielkiego księcia. 
W trakcie zaciętej bitwy pomiędzy wojskami Wielkiego Księstwa Litewskiego a wojskami Państwa Zakonu Krzyżackiego, plac boju potajemnie opuścili Semgallowie. Trojden natomiast odniósł tak spektakularne zwycięstwo, że sam Ernest von Rassberg przypłacił za tę rejzę życiem.

Plemiona Bałtyckie w początku XIII wieku

Według autora Kroniki inflanckiej najmężniej wśród Krzyżaków walczył brat Eilard von Oberg, który już po śmierci mistrza Ernesta, próbował przedrzeć się przez otaczających wojska zakonne Litwinów. Wysiłki te okazały się daremne. Na placu boju, oprócz mistrza Ernesta, poległ także namiestnik duński i siedemdziesięciu jeden rycerzy. Bezpośrednią konsekwencją klęski zakonu było uznanie przez księcia semgallskiego Nameisisa (Nameise) zwierzchnictwa Trojdena i wybuch powstania Semgallów przeciw Krzyżakom. 
Nameisis był jednym z najaktywniejszych wodzów pod koniec panowania Trojdena. Wiosną 1279 roku Nameise zdobył Terweten, jednego ze schwytanych w zamku Krzyżaków ofiarował bogom, a pozostałych piętnastu odesłał w prezencie Trojdenowi. Semgallowie umocnili się w Dobelach, Racketen (obecnie Żagarie) i Sidobren.
W tym samym roku Tatarzy uderzyli na Nowogródek, oddziały ruskie natomiast na Grodno. Wojska Wielkiego Księstwa Litewskiego stawiały jednak silny opór, z tego powodu oblężenie obu grodów nie przyniosło napastnikom powodzenia.
W 1279 roku, Bolesław II, książę mazowiecki, zawarł też porozumienie z Wielkim Księstwem Litewskim, żeniąc się z Zofią Gaudemundą, córką wielkiego księcia litewskiego Trojdena, być może zmieniając też dotychczasową linię polityczną, przyjętą przez księżną Perejasławę, opierającą się na sojuszu z książętami halicko-włodzimierskimi. Wydarzenia roku 1279 mogły w ten sposób zatrząść dotychczasową polityką mazowiecką.
Zimą na przełomie lat 1279 i 1280, wójt Goldyngi, Johann von Ochtenhusen bez skutku atakował Döhlen, w trakcie odwrotu ścigał go Nameisis. W odwecie oddział pod dowództwem księcia semgallskiego zimą 1280/1281 roku łupił terytoria inflanckie nad Dźwiną. Latem 1281 mistrz Konrad von Feuchwangen na czele sił złożonych z braci, pielgrzymów oraz wasali króla duńskiego z Estonii dotarł statkiem pod Terweten. Oblegających gród Niemców zaatakowały wojska wielkolitewskie pod dowództwem Trojdena. Potyczka zakończyła się zwycięstwem Krzyżaków, którzy jednak nie odważyli się ścigać pogan. Rejzy zakonne musiały się okazać dla Semgallów uciążliwe, skoro w sierpniu 1281 roku poprosili o pokój i zgodzili na wasalstwo, a sam Nameisis musiał uciekać do Wielkiego Księstwa Litewskiego.
Ostatnia wzmianka o Trojdenie pochodzi z 1281 roku, kiedy zdobył zamek w Jersice i wymienił go na należący do zakonu zamek Dynaburgu.

## Śmierć

### Hipotezy

#### Kronika Bychowca
Z wydarzeń przedstawionych w diariuszu Michała Kazimierza Radziwiłła (1702–1762) wynika, że rzekomy brat Trojdena, Dowmont, przekupił sześciu zabójców. Zabójcy przebrani za wieśniaków, zbliżyli się do wielkiego księcia, wychodzącego z łaźni, udając, że przychodzą do niego z prośbą. Gdy Trojden ich do siebie przypuścił, rzucili się na niego znienacka i zabili ukrytymi wcześniej nożami. Do zajścia miało dojść w 1283 roku. Wersja ta opisana jest również w dwóch źródłach historycznych z XIV w., Kronice Bychowca  i Kronice litewsko-żmudzkiej. Dowmont miał zostać następnie zamordowany przez rzekomego syna Trojdena, Ławrasa . Maciej Stryjkowski, zapewne na podstawie Kroniki Bychowca, również opisał w ten sposób omawiany przebieg wydarzeń. 

#### Kronika Wołyńska
Kronika Wołyńska zawiera na ten temat odmienne zaopatrywanie, określając Trojdena pierwszym ze wszystkich wielkich książąt litewskich, który zmarł śmiercią naturalną.

#### Ignacy Daniłowicz
W 1282 r. Trojden został zamordowany przez dwóch najemników, Stumanda i Gildzerę (Girdel, Girdził, Girdello), którzy po swym przewinieniu zostali wygnani z kraju i szukali schronienia wśród Krzyżaków. Istnieją spekulacje, że obaj zostali potajemnie wysłani przez Poliusza (Polusz, Pelus), jednego z książąt Nalszy.

### Fakty
Konkretna data śmierci wielkiego księcia Trojdena oraz jej okoliczności nie zostały uwzględnione w żadnym wiarygodnym źródle historycznym. 

### Badania
Pomimo tego, że konkretna data Trojdena nie jest znana, należy zaznaczyć, że ostatnia wzmianka historyczna o Trojdenie pochodzi z 1281 roku, a kolejny wielki książę litewski, Dowmont, został nim w 1282 roku. Oznacza to, że Trojden musiał umrzeć na przełomie tych dwóch dat.

## Rodzina

### Hipotezy

#### Kronika Bychowca
Według informacji zawartych w Kronice Bychowca, kniaź Skirmont pozostawił po sobie dwóch synów – Trabusa (Trab) i Giligina. Giligin zmarł przedwcześnie, pozostawiając po sobie syna, Romana (Romunda), który również zmarł szybko. Roman miał pozostawić po sobie pięciu synów; Narymonta (Narymunt), Dowmonta (Dowmunt), Holszana (Holsza), Giedrusa i Troydena (Trojdena) . Według Antoniego Ślizienia, Trabus miał pełnić jedynie rolę opiekuna synów Romana. Za informacjami zawartymi w tej kronice opowiada się również Wojciech Kojałowicz. 
Maciej Stryjkowski, zapewne z powodu tej samej teorii, wymieniającej Romana jako ojca Trojdena, określa go mianem Trojdena Romanowicza (Romuntowicza), z uwagi na powszechne w Wielkim Księstwie Litewskim nazwiska patronimiczne, czyli nazwiska utworzone na podstawie imienia ojca. Trojden miał zostawić syna Ławrasa (Romunta), który został ponoć czerncem ruskim (zakonnikiem obrządku wschodniego) i nie walczył o władzę wielkoksiążęcą. 

#### Kronika Wołyńska
Kronika Wołyńska wspomina o trzech braciach Trojdena, zabitych przez Wasylka. Analiza kroniki pozwala stwierdzić, że wbrew poglądom pojawiającym się w literaturze, trzej bracia Trojdena, zabici przez Wasylka, nie byli tożsami z Borzą (Barza), Syrpuciem (Sirputij), Ljesijem (Ljesij) i Swelkenem (Swilkeli) . Albowiem, wszyscy czterej są wspomnieni jako osoby aktywne za panowania Trojdena, co więcej, kronikarz nazywa ich chrześcijanami i kreśli ich pozytywny wizerunek. Oznacza to, że mamy do czynienia z kolejnymi, tym razem anonimowymi braćmi Trojdena, poległymi najpóźniej przed 1269 rokiem, a sam Trojden posiadał łącznie 7 braci.
W kronice tej, Trojden został opisany jako siostrzeniec Mendoga, a imię jego ojca nie zostało podane.

#### Oswald Balzer
Oswald Balzer, wysnuł hipotezę jakoby już krótko po 1238 roku księżniczka mazowiecka Ludmiła, córka Konrada I mazowieckiego, wyszła za mąż za Trojdena, jednakże teoria ta została zgodnie odrzucona przez kolejnych historyków .

#### Pozostałe
Niektóre źródła przypisują Trojdenowi pięciu braci. Część kronikarzy twierdzi natomiast, że był synem Trabusa. 

### Fakty
Z zachowanych do czasów wczesnych źródeł historycznych, udaje się potwierdzić istnienie trzech braci Trojdena, Borzy, Lesiiego i Swelkena, którzy zginęli w walkach o władzę ze Szwarnem. Kolejnym udokumentowanym bratem jest niejaki Syrpuć, którego Trojden posyła w liczne boje za Wielkie Księstwo Litewskie.
Trojden miał też córkę, Zofię Gaudemundę, wydaną za mąż za Bolesława II mazowieckiego z dynastii Piastów. Z tego powodu logicznym wnioskiem jest również to, że Trojden posiadał żonę, jednakże jej imię pozostaje nieznane.
Informacje na temat rodziców Trojdena nie zachowały się w żadnych obecnie nam znanych źródłach historycznych.

### Badania

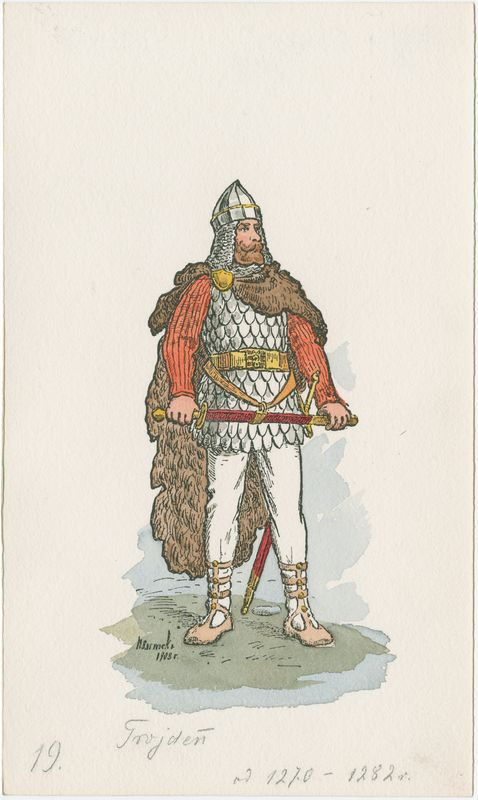
Wyobrażenie Trojdena z 1908 roku, autorstwa Mieczysława Barwickiego.

Władysław Semkowicz, drogą analizy źródeł historycznych i z pomocą badań topograficznych, udowadnia, że niektóre rodziny szlacheckie, wywodzące się rdzennie z Wielkiego Księstwa Litewskiego, mogą mieć za swojego przodka samego Trojdena.
Według Semkowicza, wszystko zaczyna się od pieczęci Krystyna Ościka – bojara, przyjętego do polskiego herbu Trąby podczas unii horodelskiej w 1413 roku. Owa pieczęć zawiera w otoku napis, określający Krystyna Ościka jako pochodzącego z Kiernowa („de Kernow"). Wiadomo, że Kiernów był prastarym grodem książęcym, stanowiącym aż do 1392 roku siedzibę osobnego księcia kiernowskiego, a do tego włość wielkoksiążęcą, zarządzaną przez namiestników i stolicę powiatu kiernowskiego. Z tego powodu należało zbadać stosunek rodu Krystyna Ościka – Ościkowiczów – do Kiernowa i do terytorium kiernowskiego.
Nowe światło wprowadza tu testament Krystyna Ościka z 1442 roku, wykryty pod postacią regestu w jednym z inwentarzy archiwum nieświeskiego. W testamencie tym przekazuje Ościk trzem swoim synom szereg wsi, mianowicie: Upniki, Muśniki, Szeszole, Szyrwinty i Berże nad rzeką Szyrwintą. Zbadanie topografii wymienionych tu osad pokazuje, że wszystkie one leżą na terytorium kiernowskim, tj. w obrębie powiatu kieranowskiego, a dawniej w księstwie kiernowskim.
Na tym terytorium dadzą się wykryć jeszcze trzy miejscowości, należące do rodu Ościka. Wpierw Dewklebiszki nad rzeczką Duksztą, na której Ościk zabezpieczył posag swej żonie Annie. Druga miejscowość, dziś wprawdzie już nie istnieje, jednakże daje się stwierdzić jej lokalizację na podstawie jednej z rejz krzyżackich. Albowiem w 1385 roku przez Kiernów wiodła wyprawa krzyżacka ku Wiłkomierzowi. Na tej drodze leżała (nad rzeką Świętą) w odległości dwóch mil od Helwan, a jednej mili od Wiłkomierza – wieś Syrpuciszki (niem. Sirputtendorf). Nazwa tej miejscowości, położonej także na terytorium kiernowskim, wzbudza zainteresowanie z powodu umiejscowionego w niej imienia, niepoświadczonego w żadnych źródłach pisemnych ojca Ościka – Syrpucia. Fakt ten w ocenie historyka ma przemawiać za historycznością Syrpucia, w związku z czym Syrpuć ma przestać być jedynie legendarnym przodkiem żyjących później rodów szlacheckich, uważających go za członka ich rodów.
Semkowicz określa, że okoliczność ta wzmacnia bezwzględnie wiarygodność tradycji rodowej omawianej rodziny, a także skłania do przeszukania okolicy Kiernowa, ze względu na kolejnego istniejącego jedynie w przekazach rodowych, dziada Ościka, a zatem ojca Syrpucia  – Wirszuła. Rezultatem poszukiwań jest wykrycie pod samym Kiernowem osady noszącej nazwę Wirszuliszki – w ocenie historyka – niewątpliwie pozostającej w związku z dotychczas legendarnym Wirszułem. Oprócz tego, Wirszuł stracił status postaci legendarnej z innego powodu, albowiem w dokumencie Olgierda Giedyminowicza z 1359 roku, ogłoszonym przez Dr Antoniego Prochaskę w Kwartalniku Historycznym z 1904 roku, wymieniony jest pośród innych świadków owego dokumentu niejaki „kniaź Wirszuł Lizdejki”. Jest to niezwykle ważny szczegół, po pierwsze ze względu na to, że potwierdza przekaz tradycji rodowej o pochodzeniu Ościków i Radziwiłłów od Lizdejki, słynnego arcykapłana wielkolitewskiego z czasów Giedymina.
Do Kiernowa też zwrócić się trzeba w poszukiwaniu dalszych przodków rodu. Przeprowadzone przez min. Władysława Semkowicza badania wykazują na to, że Kiernów był u schyłku XIII w. (ok. 1280 roku) siedzibą książąt plemiennych, Trojdena i Syrpucia. Semkowicz przypuszcza, że drugi z nich, tj. Syrpuć, był protoplastą rodu Ościków, Radziwiłłów, Sudymuntowiczów i zapewne spokrewnionych z nimi Dziewiałtowskich, za czym przemawia silnie imię Syrpucia, powtarzające się w rodzie Ościkowiczów później jeszcze w końcu XIV wieku (patrz: Syrpuć, ojciec Krystyna Ościka), a w XVI wieku występujące jako przydomek członków tej rodziny. Ponadto związek Syrpucia z Kiernowem – niewątpliwej kolebki rodu. Samo połączenie tych rodów z księciem Syrpuciem daje nam logiczny wniosek ich pokrewieństwa z Trojdenem, jako że obaj są udowodnionymi w sposób historyczny braćmi.
Drzewo genealogiczne sporządzone przez Władysława Semkowicza przedstawia się w sposób następujący:
|  |  |  |  |  |  |  |  |  |  |   |   |   |   |   |   |  |  |         |         |         |         |         |         |  |  |          |          |          |          |          |          |  |  |           |           |           |           |           |           |  |  |         |        |        |        |        |        |  |  |               |               |               |               |               |               |  |  | Radziwiłł Ościkowicz  | Radziwiłł Ościkowicz  | Radziwiłł Ościkowicz  | Radziwiłł Ościkowicz  | Radziwiłł Ościkowicz  | Radziwiłł Ościkowicz  |  |  | Radziwiłłowie  | Radziwiłłowie  | Radziwiłłowie  | Radziwiłłowie  | Radziwiłłowie  | Radziwiłłowie  |  |  |  |  |  |  |  |  |  |  |  |  |  |  |  |  |  |  |  |  |  |  |  |  |
|  |  |  |  |  |  |  |  |  |  |   |   |   |   |   |   |  |  |         |         |         |         |         |         |  |  |          |          |          |          |          |          |  |  |           |           |           |           |           |           |  |  |         |        |        |        |        |        |  |  |               |               |               |               |               |               |  |  | Radziwiłł Ościkowicz  | Radziwiłł Ościkowicz  | Radziwiłł Ościkowicz  | Radziwiłł Ościkowicz  | Radziwiłł Ościkowicz  | Radziwiłł Ościkowicz  |  |  | Radziwiłłowie  | Radziwiłłowie  | Radziwiłłowie  | Radziwiłłowie  | Radziwiłłowie  | Radziwiłłowie  |  |  |  |  |  |  |  |  |  |  |  |  |  |  |  |  |  |  |  |  |  |  |  |  |
|  |  |  |  |  |  |  |  |  |  |   |   |   |   |   |   |  |  |         |         |         |         |         |         |  |  |          |          |          |          |          |          |  |  |           |           |           |           |           |           |  |  |         |        |        |        |        |        |  |  |               |               |               |               |               |               |  |  |                       |                       |                       |                       |                       |                       |  |  |                |                |                |                |                |                |  |  |  |  |  |  |  |  |  |  |  |  |  |  |  |  |  |  |  |  |  |  |  |  |
|  |  |  |  |  |  |  |  |  |  |   |   |   |   |   |   |  |  |         |         |         |         |         |         |  |  |          |          |          |          |          |          |  |  |           |           |           |           |           |           |  |  |         |        |        |        |        |        |  |  |               |               |               |               |               |               |  |  | Stanisław Ościkowicz  | Stanisław Ościkowicz  | Stanisław Ościkowicz  | Stanisław Ościkowicz  | Stanisław Ościkowicz  | Stanisław Ościkowicz  |  |  | Ościkowicze    | Ościkowicze    | Ościkowicze    | Ościkowicze    | Ościkowicze    | Ościkowicze    |  |  |  |  |  |  |  |  |  |  |  |  |  |  |  |  |  |  |  |  |  |  |  |  |
|  |  |  |  |  |  |  |  |  |  |   |   |   |   |   |   |  |  |         |         |         |         |         |         |  |  |          |          |          |          |          |          |  |  |           |           |           |           |           |           |  |  |         |        |        |        |        |        |  |  |               |               |               |               |               |               |  |  | Stanisław Ościkowicz  | Stanisław Ościkowicz  | Stanisław Ościkowicz  | Stanisław Ościkowicz  | Stanisław Ościkowicz  | Stanisław Ościkowicz  |  |  | Ościkowicze    | Ościkowicze    | Ościkowicze    | Ościkowicze    | Ościkowicze    | Ościkowicze    |  |  |  |  |  |  |  |  |  |  |  |  |  |  |  |  |  |  |  |  |  |  |  |  |
|  |  |  |  |  |  |  |  |  |  |   |   |   |   |   |   |  |  |         |         |         |         |         |         |  |  |          |          |          |          |          |          |  |  |           |           |           |           |           |           |  |  |         |        |        |        |        |        |  |  |               |               |               |               |               |               |  |  |                       |                       |                       |                       |                       |                       |  |  |                |                |                |                |                |                |  |  |  |  |  |  |  |  |  |  |  |  |  |  |  |  |  |  |  |  |  |  |  |  |
|  |  |  |  |  |  |  |  |  |  |   |   |   |   |   |   |  |  | Trojden | Trojden | Trojden | Trojden | Trojden | Trojden |  |  |          |          |          |          |          |          |  |  |           |           |           |           |           |           |  |  |         |        |        |        |        |        |  |  |               |               |               |               |               |               |  |  | Michał Ościkowicz     | Michał Ościkowicz     | Michał Ościkowicz     | Michał Ościkowicz     | Michał Ościkowicz     | Michał Ościkowicz     |  |  |                |                |                |                |                |                |  |  |  |  |  |  |  |  |  |  |  |  |  |  |  |  |  |  |  |  |  |  |  |  |
|  |  |  |  |  |  |  |  |  |  |   |   |   |   |   |   |  |  | Trojden | Trojden | Trojden | Trojden | Trojden | Trojden |  |  |          |          |          |          |          |          |  |  |           |           |           |           |           |           |  |  |         |        |        |        |        |        |  |  |               |               |               |               |               |               |  |  | Michał Ościkowicz     | Michał Ościkowicz     | Michał Ościkowicz     | Michał Ościkowicz     | Michał Ościkowicz     | Michał Ościkowicz     |  |  |                |                |                |                |                |                |  |  |  |  |  |  |  |  |  |  |  |  |  |  |  |  |  |  |  |  |  |  |  |  |
|  |  |  |  |  |  |  |  |  |  |   |   |   |   |   |   |  |  |         |         |         |         |         |         |  |  |          |          |          |          |          |          |  |  |           |           |           |           |           |           |  |  |         |        |        |        |        |        |  |  |               |               |               |               |               |               |  |  |                       |                       |                       |                       |                       |                       |  |  |                |                |                |                |                |                |  |  |  |  |  |  |  |  |  |  |  |  |  |  |  |  |  |  |  |  |  |  |  |  |
|  |  |  |  |  |  |  |  |  |  | ? | ? | ? | ? | ? | ? |  |  |         |         |         |         |         |         |  |  |          |          |          |          |          |          |  |  |           |           |           |           |           |           |  |  |         |        |        |        |        |        |  |  | Krystyn Ościk | Krystyn Ościk | Krystyn Ościk | Krystyn Ościk | Krystyn Ościk | Krystyn Ościk |  |  | Bartłomiej Ościkowicz | Bartłomiej Ościkowicz | Bartłomiej Ościkowicz | Bartłomiej Ościkowicz | Bartłomiej Ościkowicz | Bartłomiej Ościkowicz |  |  |                |                |                |                |                |                |  |  |  |  |  |  |  |  |  |  |  |  |  |  |  |  |  |  |  |  |  |  |  |  |
|  |  |  |  |  |  |  |  |  |  | ? | ? | ? | ? | ? | ? |  |  |         |         |         |         |         |         |  |  |          |          |          |          |          |          |  |  |           |           |           |           |           |           |  |  |         |        |        |        |        |        |  |  | Krystyn Ościk | Krystyn Ościk | Krystyn Ościk | Krystyn Ościk | Krystyn Ościk | Krystyn Ościk |  |  | Bartłomiej Ościkowicz | Bartłomiej Ościkowicz | Bartłomiej Ościkowicz | Bartłomiej Ościkowicz | Bartłomiej Ościkowicz | Bartłomiej Ościkowicz |  |  |                |                |                |                |                |                |  |  |  |  |  |  |  |  |  |  |  |  |  |  |  |  |  |  |  |  |  |  |  |  |
|  |  |  |  |  |  |  |  |  |  |   |   |   |   |   |   |  |  |         |         |         |         |         |         |  |  |          |          |          |          |          |          |  |  |           |           |           |           |           |           |  |  |         |        |        |        |        |        |  |  |               |               |               |               |               |               |  |  |                       |                       |                       |                       |                       |                       |  |  |                |                |                |                |                |                |  |  |  |  |  |  |  |  |  |  |  |  |  |  |  |  |  |  |  |  |  |  |  |  |
|  |  |  |  |  |  |  |  |  |  |   |   |   |   |   |   |  |  | Syrpuć  | Syrpuć  | Syrpuć  | Syrpuć  | Syrpuć  | Syrpuć  |  |  | Lizdejko | Lizdejko | Lizdejko | Lizdejko | Lizdejko | Lizdejko |  |  | Wirszyłło | Wirszyłło | Wirszyłło | Wirszyłło | Wirszyłło | Wirszyłło |  |  | Syrpuć  | Syrpuć | Syrpuć | Syrpuć | Syrpuć | Syrpuć |  |  |               |               |               |               |               |               |  |  |                       |                       |                       |                       |                       |                       |  |  |                |                |                |                |                |                |  |  |  |  |  |  |  |  |  |  |  |  |  |  |  |  |  |  |  |  |  |  |  |  |
|  |  |  |  |  |  |  |  |  |  |   |   |   |   |   |   |  |  | Syrpuć  | Syrpuć  | Syrpuć  | Syrpuć  | Syrpuć  | Syrpuć  |  |  | Lizdejko | Lizdejko | Lizdejko | Lizdejko | Lizdejko | Lizdejko |  |  | Wirszyłło | Wirszyłło | Wirszyłło | Wirszyłło | Wirszyłło | Wirszyłło |  |  | Syrpuć  | Syrpuć | Syrpuć | Syrpuć | Syrpuć | Syrpuć |  |  |               |               |               |               |               |               |  |  |                       |                       |                       |                       |                       |                       |  |  |                |                |                |                |                |                |  |  |  |  |  |  |  |  |  |  |  |  |  |  |  |  |  |  |  |  |  |  |  |  |
|  |  |  |  |  |  |  |  |  |  |   |   |   |   |   |   |  |  |         |         |         |         |         |         |  |  |          |          |          |          |          |          |  |  |           |           |           |           |           |           |  |  |         |        |        |        |        |        |  |  |               |               |               |               |               |               |  |  |                       |                       |                       |                       |                       |                       |  |  |                |                |                |                |                |                |  |  |  |  |  |  |  |  |  |  |  |  |  |  |  |  |  |  |  |  |  |  |  |  |
|  |  |  |  |  |  |  |  |  |  |   |   |   |   |   |   |  |  |         |         |         |         |         |         |  |  |          |          |          |          |          |          |  |  |           |           |           |           |           |           |  |  |         |        |        |        |        |        |  |  | Dorgi         | Dorgi         | Dorgi         | Dorgi         | Dorgi         | Dorgi         |  |  | Sudymunt Dorgiewicz   | Sudymunt Dorgiewicz   | Sudymunt Dorgiewicz   | Sudymunt Dorgiewicz   | Sudymunt Dorgiewicz   | Sudymunt Dorgiewicz   |  |  | Sudymuntowicze | Sudymuntowicze | Sudymuntowicze | Sudymuntowicze | Sudymuntowicze | Sudymuntowicze |  |  |  |  |  |  |  |  |  |  |  |  |  |  |  |  |  |  |  |  |  |  |  |  |
|  |  |  |  |  |  |  |  |  |  |   |   |   |   |   |   |  |  |         |         |         |         |         |         |  |  |          |          |          |          |          |          |  |  |           |           |           |           |           |           |  |  |         |        |        |        |        |        |  |  | Dorgi         | Dorgi         | Dorgi         | Dorgi         | Dorgi         | Dorgi         |  |  | Sudymunt Dorgiewicz   | Sudymunt Dorgiewicz   | Sudymunt Dorgiewicz   | Sudymunt Dorgiewicz   | Sudymunt Dorgiewicz   | Sudymunt Dorgiewicz   |  |  | Sudymuntowicze | Sudymuntowicze | Sudymuntowicze | Sudymuntowicze | Sudymuntowicze | Sudymuntowicze |  |  |  |  |  |  |  |  |  |  |  |  |  |  |  |  |  |  |  |  |  |  |  |  |
|  |  |  |  |  |  |  |  |  |  |   |   |   |   |   |   |  |  |         |         |         |         |         |         |  |  |          |          |          |          |          |          |  |  |           |           |           |           |           |           |  |  |         |        |        |        |        |        |  |  |               |               |               |               |               |               |  |  |                       |                       |                       |                       |                       |                       |  |  |                |                |                |                |                |                |  |  |  |  |  |  |  |  |  |  |  |  |  |  |  |  |  |  |  |  |  |  |  |  |
|  |  |  |  |  |  |  |  |  |  |   |   |   |   |   |   |  |  |         |         |         |         |         |         |  |  |          |          |          |          |          |          |  |  |           |           |           |           |           |           |  |  |         |        |        |        |        |        |  |  |               |               |               |               |               |               |  |  |                       |                       |                       |                       |                       |                       |  |  |                |                |                |                |                |                |  |  |  |  |  |  |  |  |  |  |  |  |  |  |  |  |  |  |  |  |  |  |  |  |
|  |  |  |  |  |  |  |  |  |  |   |   |   |   |   |   |  |  |         |         |         |         |         |         |  |  |          |          |          |          |          |          |  |  |           |           |           |           |           |           |  |  |         |        |        |        |        |        |  |  | Taliat        |               |               |               |               |               |  |  |                       |                       |                       |                       |                       |                       |  |  |                |                |                |                |                |                |  |  |  |  |  |  |  |  |  |  |  |  |  |  |  |  |  |  |  |  |  |  |  |  |
|  |  |  |  |  |  |  |  |  |  |   |   |   |   |   |   |  |  |         |         |         |         |         |         |  |  |          |          |          |          |          |          |  |  |           |           |           |           |           |           |  |  |         |        |        |        |        |        |  |  |               |               |               |               |               |               |  |  |                       |                       |                       |                       |                       |                       |  |  |                |                |                |                |                |                |  |  |  |  |  |  |  |  |  |  |  |  |  |  |  |  |  |  |  |  |  |  |  |  |
|  |  |  |  |  |  |  |  |  |  |   |   |   |   |   |   |  |  |         |         |         |         |         |         |  |  |          |          |          |          |          |          |  |  |           |           |           |           |           |           |  |  |         |        |        |        |        |        |  |  |               |               |               |               |               |               |  |  |                       |                       |                       |                       |                       |                       |  |  |                |                |                |                |                |                |  |  |  |  |  |  |  |  |  |  |  |  |  |  |  |  |  |  |  |  |  |  |  |  |
|  |  |  |  |  |  |  |  |  |  |   |   |   |   |   |   |  |  |         |         |         |         |         |         |  |  |          |          |          |          |          |          |  |  |           |           |           |           |           |           |  |  | Wigajło |        |        |        |        |        |  |  |               |               |               |               |               |               |  |  |                       |                       |                       |                       |                       |                       |  |  |                |                |                |                |                |                |  |  |  |  |  |  |  |  |  |  |  |  |  |  |  |  |  |  |  |  |  |  |  |  |
|  |  |  |  |  |  |  |  |  |  |   |   |   |   |   |   |  |  |         |         |         |         |         |         |  |  |          |          |          |          |          |          |  |  |           |           |           |           |           |           |  |  |         |        |        |        |        |        |  |  |               |               |               |               |               |               |  |  |                       |                       |                       |                       |                       |                       |  |  |                |                |                |                |                |                |  |  |  |  |  |  |  |  |  |  |  |  |  |  |  |  |  |  |  |  |  |  |  |  |
|  |  |  |  |  |  |  |  |  |  |   |   |   |   |   |   |  |  |         |         |         |         |         |         |  |  |          |          |          |          |          |          |  |  |           |           |           |           |           |           |  |  |         |        |        |        |        |        |  |  |               |               |               |               |               |               |  |  |                       |                       |                       |                       |                       |                       |  |  |                |                |                |                |                |                |  |  |  |  |  |  |  |  |  |  |  |  |  |  |  |  |  |  |  |  |  |  |  |  |
|  |  |  |  |  |  |  |  |  |  |   |   |   |   |   |   |  |  |         |         |         |         |         |         |  |  |          |          |          |          |          |          |  |  |           |           |           |           |           |           |  |  |         |        |        |        |        |        |  |  | Gintowt       | Gintowt       | Gintowt       | Gintowt       | Gintowt       | Gintowt       |  |  | Dziewiałtowscy        | Dziewiałtowscy        | Dziewiałtowscy        | Dziewiałtowscy        | Dziewiałtowscy        | Dziewiałtowscy        |  |  |                |                |                |                |                |                |  |  |  |  |  |  |  |  |  |  |  |  |  |  |  |  |  |  |  |  |  |  |  |  |
|  |  |  |  |  |  |  |  |  |  |   |   |   |   |   |   |  |  |         |         |         |         |         |         |  |  |          |          |          |          |          |          |  |  |           |           |           |           |           |           |  |  |         |        |        |        |        |        |  |  | Gintowt       | Gintowt       | Gintowt       | Gintowt       | Gintowt       | Gintowt       |  |  | Dziewiałtowscy        | Dziewiałtowscy        | Dziewiałtowscy        | Dziewiałtowscy        | Dziewiałtowscy        | Dziewiałtowscy        |  |  |                |                |                |                |                |                |  |  |  |  |  |  |  |  |  |  |  |  |  |  |  |  |  |  |  |  |  |  |  |  |

Drzewo W. Semkowicza, uzupełniają następnie autorzy 11 tomu Acta Baltico-Slavica, zaznaczając przy tym, że zostało ono sporządzone w oparciu o najnowsze badania historyczne:
|  |  |  |  |  |  |  |  |  |  |   |   |   |   |   |   |  |  |         |         |         |         |         |         |  |  |          |          |          |          |          |          |  |  |           |           |           |           |           |           |  |  |        |        |        |        |        |        |  |  |               |               |               |               |               |               |  |  |  |  |  |  |  |  |  |  |  |  |  |  |  |  |  |  |  |  |  |  |  |  |  |  |  |  |  |  |  |  |  |  |  |  |
|  |  |  |  |  |  |  |  |  |  |   |   |   |   |   |   |  |  | Borza   | Borza   | Borza   | Borza   | Borza   | Borza   |  |  |          |          |          |          |          |          |  |  |           |           |           |           |           |           |  |  |        |        |        |        |        |        |  |  | Krystyn Ościk | Krystyn Ościk | Krystyn Ościk | Krystyn Ościk | Krystyn Ościk | Krystyn Ościk |  |  |  |  |  |  |  |  |  |  |  |  |  |  |  |  |  |  |  |  |  |  |  |  |  |  |  |  |  |  |  |  |  |  |  |  |
|  |  |  |  |  |  |  |  |  |  |   |   |   |   |   |   |  |  | Borza   | Borza   | Borza   | Borza   | Borza   | Borza   |  |  |          |          |          |          |          |          |  |  |           |           |           |           |           |           |  |  |        |        |        |        |        |        |  |  | Krystyn Ościk | Krystyn Ościk | Krystyn Ościk | Krystyn Ościk | Krystyn Ościk | Krystyn Ościk |  |  |  |  |  |  |  |  |  |  |  |  |  |  |  |  |  |  |  |  |  |  |  |  |  |  |  |  |  |  |  |  |  |  |  |  |
|  |  |  |  |  |  |  |  |  |  |   |   |   |   |   |   |  |  |         |         |         |         |         |         |  |  |          |          |          |          |          |          |  |  |           |           |           |           |           |           |  |  |        |        |        |        |        |        |  |  |               |               |               |               |               |               |  |  |  |  |  |  |  |  |  |  |  |  |  |  |  |  |  |  |  |  |  |  |  |  |  |  |  |  |  |  |  |  |  |  |  |  |
|  |  |  |  |  |  |  |  |  |  |   |   |   |   |   |   |  |  | Trojden | Trojden | Trojden | Trojden | Trojden | Trojden |  |  |          |          |          |          |          |          |  |  | Wirszyłło | Wirszyłło | Wirszyłło | Wirszyłło | Wirszyłło | Wirszyłło |  |  | Syrpuć | Syrpuć | Syrpuć | Syrpuć | Syrpuć | Syrpuć |  |  |               |               |               |               |               |               |  |  |  |  |  |  |  |  |  |  |  |  |  |  |  |  |  |  |  |  |  |  |  |  |  |  |  |  |  |  |  |  |  |  |  |  |
|  |  |  |  |  |  |  |  |  |  |   |   |   |   |   |   |  |  | Trojden | Trojden | Trojden | Trojden | Trojden | Trojden |  |  |          |          |          |          |          |          |  |  | Wirszyłło | Wirszyłło | Wirszyłło | Wirszyłło | Wirszyłło | Wirszyłło |  |  | Syrpuć | Syrpuć | Syrpuć | Syrpuć | Syrpuć | Syrpuć |  |  |               |               |               |               |               |               |  |  |  |  |  |  |  |  |  |  |  |  |  |  |  |  |  |  |  |  |  |  |  |  |  |  |  |  |  |  |  |  |  |  |  |  |
|  |  |  |  |  |  |  |  |  |  |   |   |   |   |   |   |  |  |         |         |         |         |         |         |  |  |          |          |          |          |          |          |  |  |           |           |           |           |           |           |  |  |        |        |        |        |        |        |  |  |               |               |               |               |               |               |  |  |  |  |  |  |  |  |  |  |  |  |  |  |  |  |  |  |  |  |  |  |  |  |  |  |  |  |  |  |  |  |  |  |  |  |
|  |  |  |  |  |  |  |  |  |  | ? | ? | ? | ? | ? | ? |  |  | Syrpuć  | Syrpuć  | Syrpuć  | Syrpuć  | Syrpuć  | Syrpuć  |  |  | Lizdejko | Lizdejko | Lizdejko | Lizdejko | Lizdejko | Lizdejko |  |  |           |           |           |           |           |           |  |  |        |        |        |        |        |        |  |  | Dorgi         | Dorgi         | Dorgi         | Dorgi         | Dorgi         | Dorgi         |  |  |  |  |  |  |  |  |  |  |  |  |  |  |  |  |  |  |  |  |  |  |  |  |  |  |  |  |  |  |  |  |  |  |  |  |
|  |  |  |  |  |  |  |  |  |  | ? | ? | ? | ? | ? | ? |  |  | Syrpuć  | Syrpuć  | Syrpuć  | Syrpuć  | Syrpuć  | Syrpuć  |  |  | Lizdejko | Lizdejko | Lizdejko | Lizdejko | Lizdejko | Lizdejko |  |  |           |           |           |           |           |           |  |  |        |        |        |        |        |        |  |  | Dorgi         | Dorgi         | Dorgi         | Dorgi         | Dorgi         | Dorgi         |  |  |  |  |  |  |  |  |  |  |  |  |  |  |  |  |  |  |  |  |  |  |  |  |  |  |  |  |  |  |  |  |  |  |  |  |
|  |  |  |  |  |  |  |  |  |  |   |   |   |   |   |   |  |  |         |         |         |         |         |         |  |  |          |          |          |          |          |          |  |  |           |           |           |           |           |           |  |  |        |        |        |        |        |        |  |  |               |               |               |               |               |               |  |  |  |  |  |  |  |  |  |  |  |  |  |  |  |  |  |  |  |  |  |  |  |  |  |  |  |  |  |  |  |  |  |  |  |  |
|  |  |  |  |  |  |  |  |  |  |   |   |   |   |   |   |  |  | Lesii   | Lesii   | Lesii   | Lesii   | Lesii   | Lesii   |  |  |          |          |          |          |          |          |  |  | Pojata    | Pojata    | Pojata    | Pojata    | Pojata    | Pojata    |  |  |        |        |        |        |        |        |  |  |               |               |               |               |               |               |  |  |  |  |  |  |  |  |  |  |  |  |  |  |  |  |  |  |  |  |  |  |  |  |  |  |  |  |  |  |  |  |  |  |  |  |
|  |  |  |  |  |  |  |  |  |  |   |   |   |   |   |   |  |  | Lesii   | Lesii   | Lesii   | Lesii   | Lesii   | Lesii   |  |  |          |          |          |          |          |          |  |  | Pojata    | Pojata    | Pojata    | Pojata    | Pojata    | Pojata    |  |  |        |        |        |        |        |        |  |  |               |               |               |               |               |               |  |  |  |  |  |  |  |  |  |  |  |  |  |  |  |  |  |  |  |  |  |  |  |  |  |  |  |  |  |  |  |  |  |  |  |  |
|  |  |  |  |  |  |  |  |  |  |   |   |   |   |   |   |  |  |         |         |         |         |         |         |  |  |          |          |          |          |          |          |  |  |           |           |           |           |           |           |  |  |        |        |        |        |        |        |  |  |               |               |               |               |               |               |  |  |  |  |  |  |  |  |  |  |  |  |  |  |  |  |  |  |  |  |  |  |  |  |  |  |  |  |  |  |  |  |  |  |  |  |
|  |  |  |  |  |  |  |  |  |  |   |   |   |   |   |   |  |  | Swelken |         |         |         |         |         |  |  |          |          |          |          |          |          |  |  |           |           |           |           |           |           |  |  |        |        |        |        |        |        |  |  |               |               |               |               |               |               |  |  |  |  |  |  |  |  |  |  |  |  |  |  |  |  |  |  |  |  |  |  |  |  |  |  |  |  |  |  |  |  |  |  |  |  |
|  |  |  |  |  |  |  |  |  |  |   |   |   |   |   |   |  |  |         |         |         |         |         |         |  |  |          |          |          |          |          |          |  |  |           |           |           |           |           |           |  |  |        |        |        |        |        |        |  |  |               |               |               |               |               |               |  |  |  |  |  |  |  |  |  |  |  |  |  |  |  |  |  |  |  |  |  |  |  |  |  |  |  |  |  |  |  |  |  |  |  |  |
|  |  |  |  |  |  |  |  |  |  |   |   |   |   |   |   |  |  |         |         |         |         |         |         |  |  |          |          |          |          |          |          |  |  |           |           |           |           |           |           |  |  |        |        |        |        |        |        |  |  |               |               |               |               |               |               |  |  |  |  |  |  |  |  |  |  |  |  |  |  |  |  |  |  |  |  |  |  |  |  |  |  |  |  |  |  |  |  |  |  |  |  |
|  |  |  |  |  |  |  |  |  |  |   |   |   |   |   |   |  |  |         |         |         |         |         |         |  |  |          |          |          |          |          |          |  |  |           |           |           |           |           |           |  |  |        |        |        |        |        |        |  |  |               |               |               |               |               |               |  |  |  |  |  |  |  |  |  |  |  |  |  |  |  |  |  |  |  |  |  |  |  |  |  |  |  |  |  |  |  |  |  |  |  |  |

## Pochodzenie

### Hipotezy

#### Kronika Bychowca
Autor Kroniki Bychowca wiąże Trojdena z rodziną Skirmuntowiczów, albowiem według niego, dziadem Trojdena miał być właśnie Skirmunt, zaś ojcem Rowmund. Oprócz tego przypisuje mu panowanie nad księstwem jatwieskim (starorus. Jatwizsk) i dajnowskim (starorus. Doynowa) oraz założenie w księstwie dajnowskim miasta Rajgród (starorus. Rayhorod). Zapewne z uwagi na zlokalizowanie Rajgrodu na Podlasiu, Maciej Stryjkowski, oprócz wymienionych wcześniej księstw, nazywa go księciem podlaskim.

#### Kronika Wołyńska
W Kronice Wołyńskiej został opisany jako siostrzeniec Mendoga, co oznacza powiązanie Trojdena z Ryngoldowiczami, pochodzącymi od legendarnego Ryngolda.

### Badania
Prawdopodobnie pochodził z Auksztoty, gdyż przed objęciem władzy wielkoksiążęcej, tytułował się księciem kiernowskim. Badania topograficzne to potwierdzają, z uwagi na istnienie miejscowości Traideniai (Druskieniki) i Traižiūnai w rejonie uciańskim.

## Etniczność
Historyk Paweł Urban w swojej książce „Starożytne kasty” zauważa, że nazwa Trojden ma bezdyskusyjnie czysto słowiańskie pochodzenie. Tego samego zdania jest Mikołaj Jermałowicz.

## Panowanie
Okres panowania Trojdena (kolor jasnozielony) na przestrzeni panowania innych wielkich książąt litewskich .

## Upamiętnienie
Postać Trojdena występuje w dramacie z 1832 roku pt. Mindowe, autorstwa Juliusza Słowackiego . Dramat w 1976 roku doczekał się spektaklu o tej samej nazwie, którego reżyserem został Bernard Ford Hanaoka, rolę Trojdena odegrał Michał Grudziński . 25 września 2022 roku odbyło się również słuchowisko danego dzieła literackiego w Programie Drugim Polskiego Radia, kwestie Trojdena czytał Piotr Polak .
Trojden pojawia się również w eposie Józefa Ignacego Kraszewskiego pt. Anafielas, wydanym w latach 1843–1846.